# Çömlekçi, Ilgın
Çömlekçi là một xã thuộc huyện Ilgın, tỉnh Konya, Thổ Nhĩ Kỳ. Dân số thời điểm năm 2011 là 159 người.